# Герват
Герват (умер. ок. 934 года) — святой отшельник Киннедорский. День памяти — 8 ноября.
Святой Герват (Gervat), или Гервадий (Gervadius), или Гарнард (Garnard), или Герардин (Gerardin), или Гернард (Gernard), или Гернардий (Gernardius), или Гарнет (Garnet), или Гранат (Garnat) был из ирландцев. Отправившись в Киннедор, Морей (Moray), Шотландия, он стал отшельником в Холимэн Хэд (Holyman Head), что около Элгина (Elgin). Его пещера, о чём сообщается в хартиях Элгина, сохраниялась до XIX века. В житии св. Герватия описываются его взаимоотношения с воинами, посланными королём Этельстаном в 934 году, а также промыслительное прибытие древесины на постройку храма в водах разлившейся реки.